# Фива (дочь Килика)
Фива (др.-греч. Θήβη) — персонаж древнегреческой мифологии.
Дочь Килика, жена Корибанта. Геракл победил её в заезде колесниц и основал в Киликии город Фивы.